# 邯鄲淳
邯鄲 淳（かんたん じゅん、132年 - 220年以後）は、中国後漢末期の儒学者・書家。別名を竺という。字は子叔（子淑）。豫州潁川郡の出身。劉表・曹操の家臣であり、笑話集の『笑林』の編者として知られる。

## 生涯
初平年間に関中から、劉表が統治していた荊州に移住する。劉表の死後、その後を継いだ劉琮が曹操に服従すると、邯鄲淳も招聘を受ける。曹操は彼の才能や名声を聞いて敬意を払い、折りしも子の曹植が彼を求めたため、その配下とした。曹植は邯鄲淳と終日論じ合って、その博識ぶりに感嘆したと言われている。曹丕もまた彼を重んじて、魏の建国後に博士給事中に任命したが、この時には既に90歳近くになっていたとされ、程なく病死したと考えられている。
彼は書家としても知られ、『説文解字』をはじめとするあらゆる古い書体の知識に通じており、かつそれらに巧みであった。篆書は当代随一、隷書も梁鵠に次いだと言われている。
『三国志』には伝はないものの、同時代の『魏略』に伝が立てられている。

## 著書
著書に『江式論書表』、『書斷』、『笑林』、『芸経』が知られ、また文学作品に「贈呉處玄詩」、｢投壺賦｣がある。
- 『笑林』
- 『芸経』
- 『投壺賦』